# Cremastus gladiatus
Cremastus gladiatus là một loài tò vò trong họ Ichneumonidae.